# St.-Marien-Kirche (Wolfsburg)

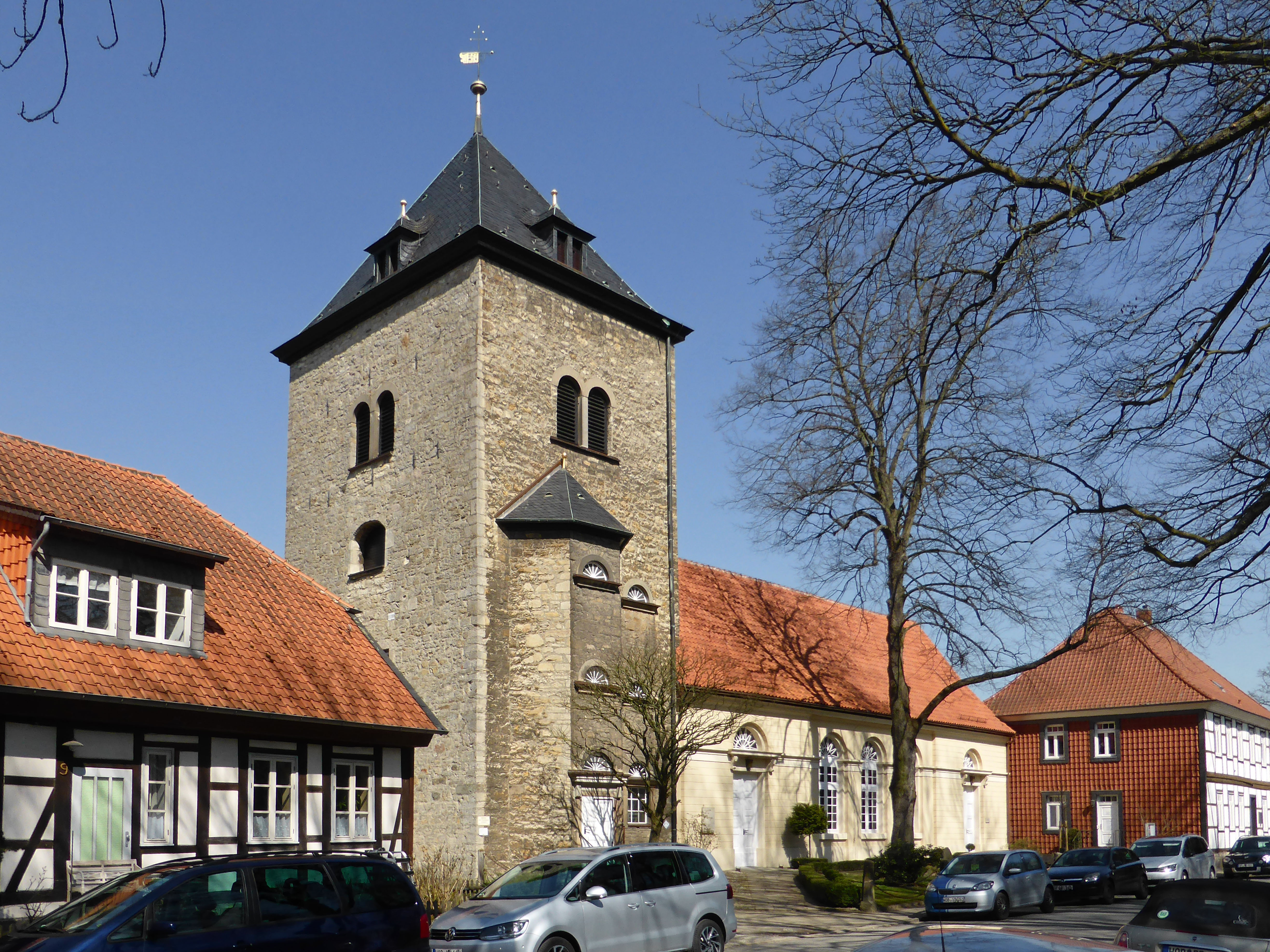
Kirche St. Marien

Die St.-Marien-Kirche ist die evangelisch-lutherische Kirche im historischen Stadtteil Alt-Wolfsburg in Wolfsburg. Sie wurde zunächst als Kapelle von den Schlossherren der benachbarten Wolfsburg errichtet und 1434 geweiht. Ihr heutiger Baukörper stammt im Wesentlichen aus dem 16. und 17. Jahrhundert. Die Kirche diente den Bewohnern der Vorburg und späteren Gutssiedlung von Schloss Wolfsburg als Gotteshaus. Das Kirchenpatronat übte zunächst das Geschlecht derer von Bartensleben und später das Adelsgeschlecht derer von der Schulenburg aus.

## Geschichte
Das Gotteshaus wurde am 17. Juni 1434 als kleine Kapelle von einem Vertreter des Bischofs von Halberstadt geweiht. Erbauer waren der Ritter Günzel von Bartensleben als Schlossherr der Wolfsburg sowie seine Söhne Günzel und Günther. Die zunehmende Besiedelung der Vorburg der Wolfsburg im 16. Jahrhundert erforderte einen größeren Kirchenbau, der 1580 in der Herrschaftszeit von Hans dem Reichen entstand. Er war auch deswegen nötig, weil beim Umbau des Schlosses die Schlosskapelle zu Wohnzwecken umgenutzt wurde.
Als die Wolfsburg während des Dreißigjährigen Kriegs umkämpft war, erlitt die Kirche erheblichen Schaden. Eine grundlegende Erneuerung nahm Daniel von Bartensleben um 1672 vor. Dabei entstand der Kirchturm mit Glockenhaus. Im Inneren wurden zwei Herrschaftspriechen für die Inhaber des Kirchenpatronats eingerichtet. Die Kirche fasste in dieser Zeit rund 280 Gottesdienstbesucher. Eine weitere Erneuerung erfolgte zwischen 1825 und 1830 aufgrund von Einsturzgefahr des Mauerwerks. Die Arbeiten erfolgten in der Herrschaftszeit von Werner von der Schulenburg-Wolfsburg. Dabei entstand die klassizistische Fassade zur Straßenseite mit großen Rundbogenfenstern. Weitere kleine Umbauten erfolgten 1908, 1928, 1961 und zuletzt bei einer Renovierung 1985.
1910 wütete ein Unwetter in Wolfsburg, eine Windhose deckte das Dach des Rentamtes ab. Dabei wurde ein Dachsparren in eine Mauerfuge des Kirchturms geschleudert, wo er über Jahrzehnte stecken blieb. Bei einer Renovierung der Kirche wurde er entfernt, eine später am Kirchturm angebrachte Nachbildung erinnert heute wieder daran.
Das Geschlecht derer von Bartensleben übte über die Kirche das Kirchenpatronat bis zum Erlöschen ihrer Linie 1742 aus. Danach übernahm das Geschlecht derer von der Schulenburg als nachfolgende Schlossherrenfamilie die Rechte und Pflichten des Patronats.
Im Januar 2012 fusionierten die St.-Marien-Gemeinde und die St.-Thomas-Gemeinde zur heutigen Nordstadt-Gemeinde Wolfsburg.

## Baubeschreibung

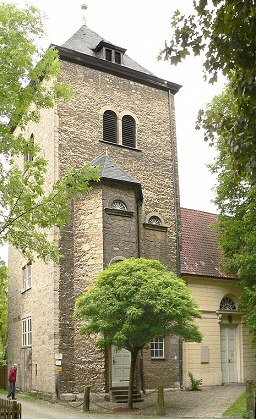
Kirchturm St. Marien

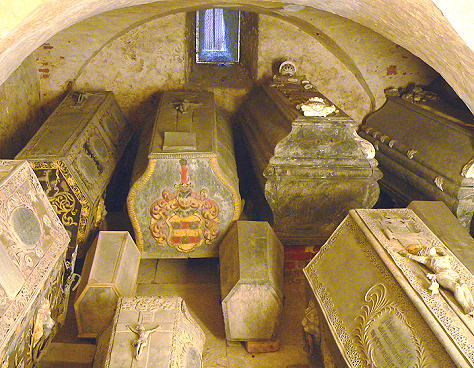
Gruft in der St.-Marien-Kirche

Die Kirche hat einen massiven, fünfstöckigen Kirchturm aus Bruchsteinmauerwerk, der 1672 erbaut wurde. Ihm ist ein polygonales Treppenhaus vorgesetzt, das zum Glockenstuhl führt. Die im Keller des Turms liegende Gruft wird von einem Mittelpfeiler getragen. Die Fassade des Kirchenschiffs wurde 1825 im Stile des Klassizismus renoviert.
Der Kircheninnenraum besteht aus einem in Holz ausgeführten Tonnengewölbe. Zwei Stücke der Inneneinrichtung stammen aus der Zeit des Mittelalters. Dies sind ein Holzkreuz mit einer Jesusdarstellung und eine Holzschnitzarbeit einer Madonna auf Mondsichel. Der Taufstein stammt aus der Renaissancezeit. Im Kircheninneren steht seit 1742 ein monumentales Rokoko-Epitaph von fünf Metern Höhe. Es erinnert an Gebhard Werner von Bartensleben und seine Ehefrau Anna Elisabeth von Bodenhausen, den letzten Schlossherren des Geschlechts Bartensleben auf der Wolfsburg. In der Kirchengruft befinden sich 27 Sarkophage mit den sterblichen Überresten von Familienangehörigen derer von Bartensleben und derer von der Schulenburg. Sie sind in schwarzem Alabaster, Zinn und Holz ausgeführt. Die Bestattungen fanden von 1670 bis 1832 statt. Danach wurde die Gruft verschlossen und erst bei der Renovierung 1984 wieder geöffnet.
An der Kirche gab es keinen Friedhof. Bestattungen für die Bewohner der Gutssiedlung des Schlosses fanden auf dem Friedhof an der St.-Annen-Kirche in Heßlingen sowie auf dem Friedhof in Rothenfelde statt.

### Orgel
Die Orgel von St. Marien geht auf Bestände des späten 17. Jahrhunderts zurück. Die heutige Gestalt gab der denkmalgeschützten Orgel 1964 die Firma Becker (Kupfermühle).
| I Hauptwerk C–g3 |       |
| Prinzipal        | 8′    |
| Rohrflöte        | 8′    |
| Gedackt          | 8'    |
| Octave           | 4′    |
| Spitzflöte       | 4′    |
| Quinte           | 2 ⁄3′ |
| Superoktave      | 2′    |
| Waldflöte        | 2′    |
| Rauschpfeife II  |       |
| Mixtur IV-V      |       |
| Fagott           | 16′   |
| Trompete         | 8′    |

| II Brustwerk C–g3 |       |
| Quintatön         | 8′    |
| Gedackt           | 8′    |
| Gedacktflöte      | 4′    |
| Prinzipal         | 2'    |
| Nasat             | 1 ⁄3′ |
| Sifflöte          | 1′    |
| Sesquialtera II   |       |
| Scharf III-IV     |       |
| Regal             | 8′    |

| Pedal C–f1  |     |
| Subbass     | 16′ |
| Prinzipal   | 8′  |
| Gemshorn    | 8′  |
| Oktave      | 4′  |
| Nachthorn   | 2′  |
| Mixtur V–VI |     |
| Posaune     | 16′ |
| Trompete    | 8′  |

- Koppeln: II/I, I/P, II/P

### Marienkapelle
Innerhalb der Kirche befindet sich an der Ostseite die Marienkapelle, die der älteste Teil der Kirche sein soll. In der heutigen Form ist sie 1927 durch Auftrag von Günther Graf von der Schulenburg-Wolfsburg entstanden. Die Kapelle mit Tonnengewölbe entstand durch die Zusammenlegung von Sakristei und Waschküche des Pfarrers. Zur Ausstattung gehören eine Pietà aus dem 15. Jahrhundert und ein barocker Taufstein.